# 福島県道30号本宮土湯温泉線

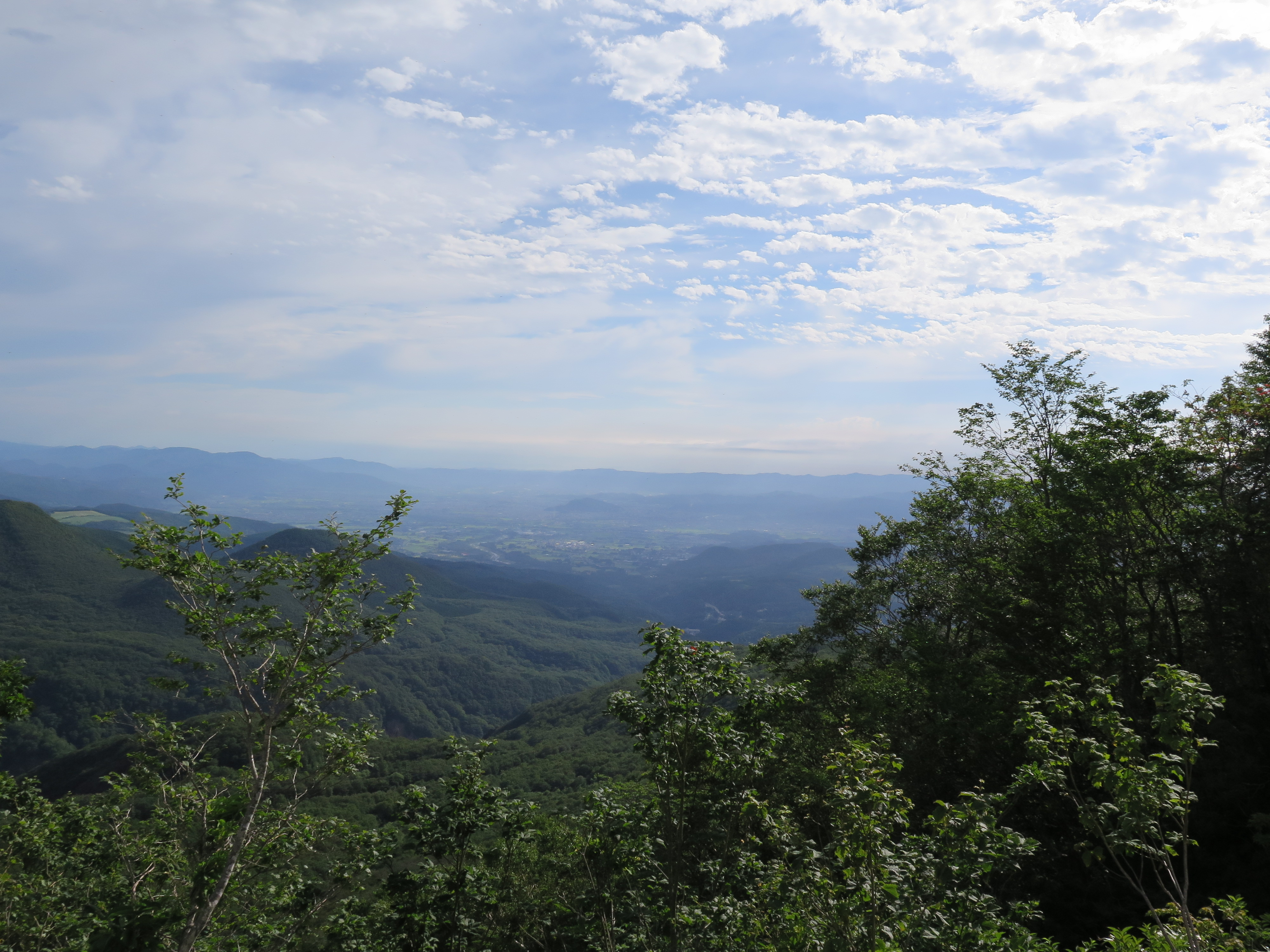
福島県道30号本宮土湯温泉線から福島盆地南西部の風景。野地温泉-国道115号交点の中間あたりから撮影。

福島県道30号本宮土湯温泉線（ふくしまけんどう30ごう もとみやつちゆおんせんせん）は、福島県本宮市から耶麻郡猪苗代町に至る県道（主要地方道）である。

## 概要
大玉村を通る一部分は岳街道、ミドルラインと呼ばれる。福島市から猪苗代町にかけては旧国道115号である。

### 路線データ
- 起点：本宮市本宮字舘町
- 終点：耶麻郡猪苗代町高森（国道115号交点）
- 総延長：26.644km
  - 実延長：17.121km[1]

## 歴史
- 1971年（昭和46年）6月26日 - 建設省告示第1069号が公布され、福島県道本宮土湯温泉線の一部が主要地方道本宮土湯温泉線に指定され、福島県によって現行の県道路線に認定される[2]。
- 1993年（平成5年）5月11日 - 建設省から、県道本宮土湯温泉線が本宮土湯温泉線として主要地方道に指定される[3]。
- 2025年（令和5年）2月10日 - 断続的に雪崩が発生。沿線の野地温泉の宿泊施設が一時的に孤立した[4]。

## 路線状況

### 重用路線
- 国道4号（本宮市本宮字舘町（戸崎ロータリー交差点） - 安達郡大玉村大山字新田（玉貫交差点））
- 国道459号（二本松市岳温泉2丁目 - 福島市土湯温泉町）
- 国道115号（福島市松川町水原字南沢 - 福島市土湯温泉町）
- 福島県道70号福島吾妻裏磐梯線（福島市土湯温泉町字鷲倉山（磐梯吾妻スカイライン土湯ゲート） - 若宮字朴木平（終点））

### 道の駅
- 道の駅つちゆ（国道459号・国道115号重用区間）

### 冬期交通不能区間
- 福島市土湯温泉町鷲倉山地内（延長0.6km）[5]

## 地理

### 通過する自治体
- 福島県
  - 本宮市
  - 安達郡大玉村
  - 二本松市
  - 福島市
  - 耶麻郡猪苗代町

### 交差する道路
本宮市

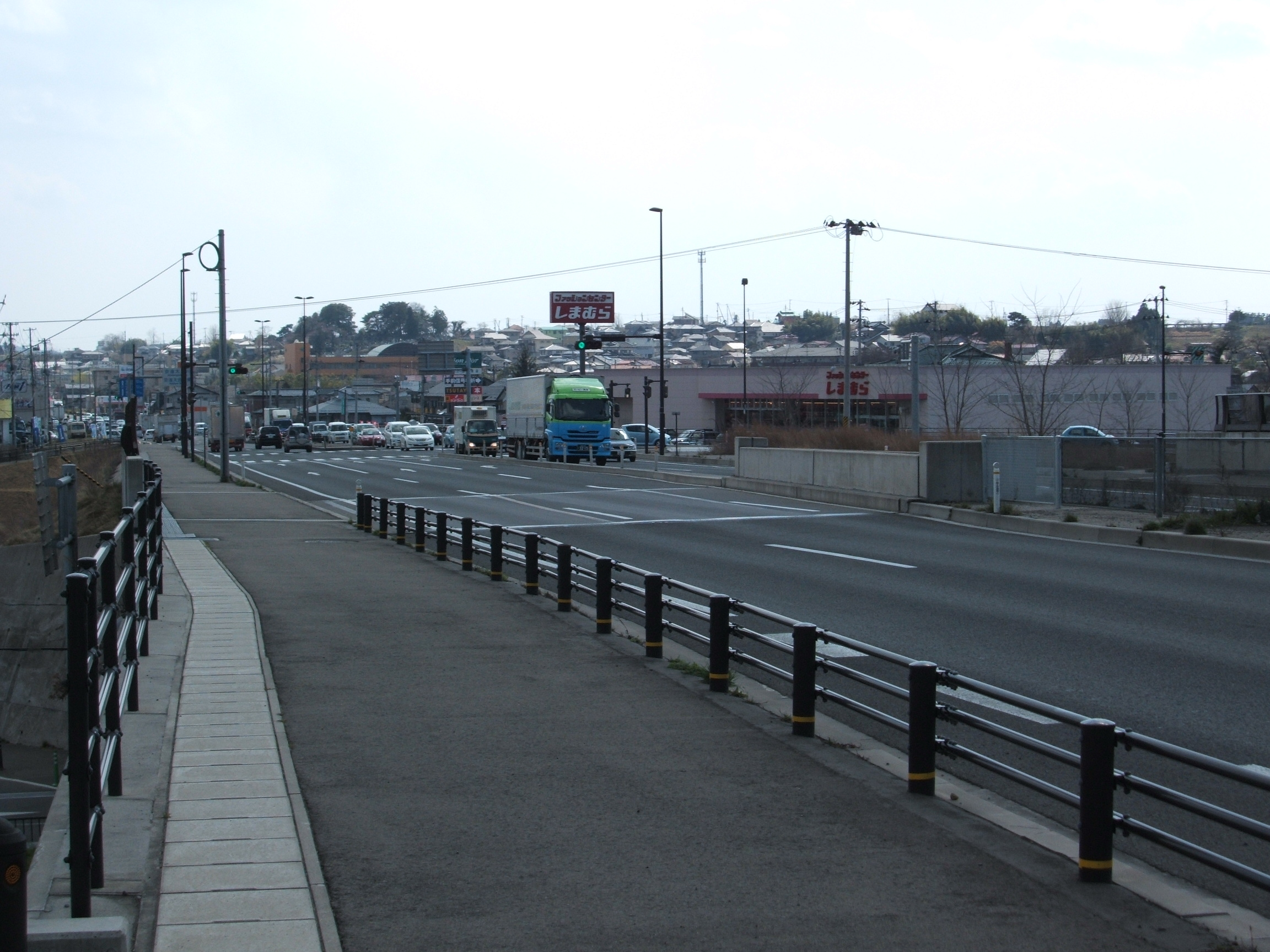
起点の戸崎ロータリー交差点

- 国道4号 郡山方面・福島県道28号本宮三春線（本宮字舘町（戸崎ロータリー交差点）
  - 福島県道146号石筵本宮線 - 取付道路部を下った先にて接続する。

大玉村
- 国道4号 福島方面（大山字新田（大山東交差点））
- 福島県道304号大橋五百川停車場線（玉井字大橋）
- 福島県道368号馬場平杉田線（玉井字馬場平）

二本松市
- 国道459号 浪江方面（岳温泉2丁目）
- 福島県道386号岳温泉線（岳温泉1丁目）
- 福島県道354号安達太良山線（不動平）

福島市
- 国道115号土湯バイパス 福島市街地方面（松川町水原字南沢）
- 国道115号（国道459号重用区間） 猪苗代方面（土湯温泉町）
- 福島県道70号福島吾妻裏磐梯線磐梯吾妻スカイライン 福島市街地方面（土湯温泉町字鷲倉山）

猪苗代町
- 国道115号（国道459号重用区間）土湯バイパス（若宮字朴木平）
- 国道115号（福島県道70号福島吾妻裏磐梯線 裏磐梯方面重用区間）（若宮字朴木平 終点）

### 沿線にある施設など
- 岳温泉
- 鷲倉温泉
- 野地温泉
- 新野地温泉
- 箕輪スキー場